# Nicola Romeo
Nicola Romeo (Sant'Antimo, Nápoles, 28 de abril de 1876 - Magreglio, Como, 15 de agosto de 1938) fue un ingeniero y empresario italiano del sector metalmecanico. Fue fundador de la Sociedad Ing. Nicola Romeo e Co., la cual tras fusionarse con la Anonima Lombarda Fabbrica di Automobili en 1915, se terminó convirtiendo en la actual Alfa Romeo. Fue senador del Reino de Italia desde 1929 a 1938.

## Los inicios

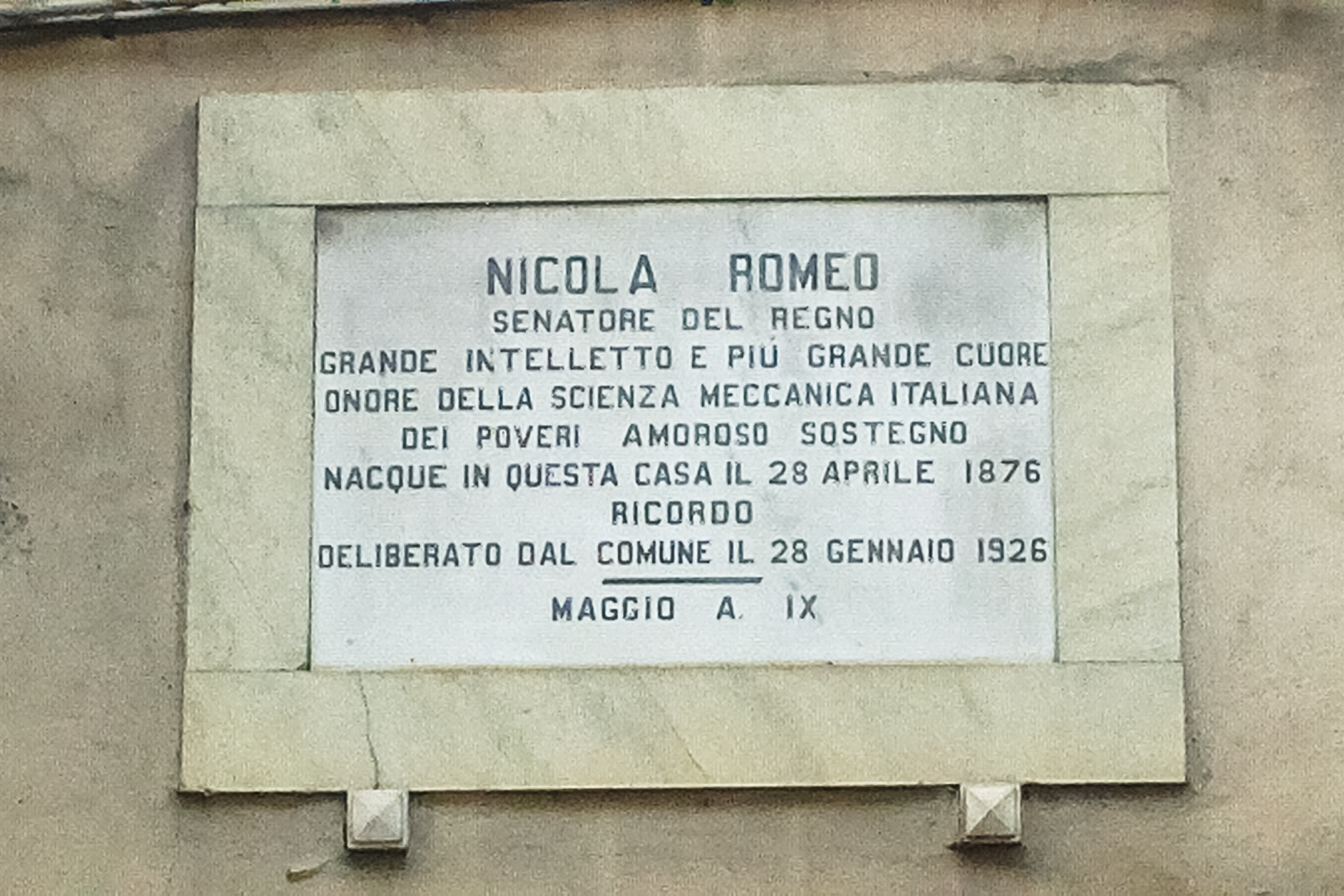
Placa conmemorativa en la fachada de la casa donde nació Nicola Romeo, en Sant'Antimo (Nápoles).

Nació de Maurizio Romeo, un maestro de primaria, y Consiglia Taglialatela. Las condiciones económicas de la familia los obligaban a ir a pie desde su pueblo al instituto técnico que frecuentaba en Nápoles y a dar clases privadas para pagarse los estudios. Logró licenciarse en ingeniería civil en la Scuola di Applicazione de Nápoles (la actual Facultad de Ingeniería de la Universidad de Nápoles Federico II) en 1889. A los 23 años de edad se mudó Lieja, en Bélgica, para profundizar sus estudios sobre la electrónica. Posteriormente, estuvo en Francia y Alemania para adquirir nuevos conocimientos en los campos mecánico, ferroviario e hidráulico, que se estaban desarrollando rápidamente en dichos países. Volvió a Italia y trabajó como director de la filial italiana de la empresa inglesa "Robert Blackwell & Co", que operaba en el sector ferroviario y de la construcción de instalaciones eléctricas. En el 1906 fundó, junto a otros inversores, la empresa "Ing. Nicola Romeo & C.", que tuvo éxito vendiendo el material rodante (ruedas, ejes, cilindros y demás maquinaria utilizada en ferrocarriles y tranvías) de la afamada siderúrgica británica "Hadfield's Steel Foundry" de Sheffield y, principalmente, la maquinaria para la producción de aire comprimido de la Ingersoll-Rand estadounidense.

## El nacimiento de Alfa Romeo
En 1911 fundó la "Società in accomandita semplice Ing.Nicola Romeo e Co." para la producción de maquinaria. En 1909 los establecimientos del barrio milanés de Portello de la "Sociedad Italiana de Automóviles Darracq" (filial italiana de la marca francesa Darracq) fueron relevados por un grupo de emprendedores locales, quienes fundaron la "Anonima Lombarda Fabbrica di Automobili" (A.L.F.A.). En 1915, Nicola Romeo la adquirió y convirtió a la producción bélica. Con la ayuda de sus potentes compresores, Romeo hizo posible la excavación de una galería en el monte Col di Lana; posteriormente esta se llenó de explosivos y fue volada, lo que permitió a las fuerzas italianas aniquilar una base austriaca.

## Posguerra
Al finalizar la guerra en 1918 la sociedad, que había absorbido también las compañías "Costruzioni Meccaniche di Saronno", "Officine Meccaniche Tabanelli" de Roma y "Officine Ferroviarie Meridionali" de Nápoles, cambió su nombre por "Società anonima Ing.Nicola Romeo e Co.". Habiendo obtenido el control sobre la A.L.F.A., Romeo buscó la forma de fusionar sus dos empresas, lográndolo finalmente en 1920, para constituir la actual Alfa Romeo.

## Vida privada
Más allá de empresario e industrial, el ingeniero Romeo se ocupó del campo científico de problemas de geometría pura. Fue además muy activo en la obras de beneficencia y fondos y sosteniendo un asilo infantil en su ciudad natal.
Se casó con la portuguesa Angelina Valadin y tuvo 7 hijos (Maurizio, Edoardo, Nicola, Elena, Giulietta, Piera e Irene).
El 15 de agosto de 1938 murió en su casa en Magreglio, a orillas del Lago de Como.